# Hippolyte Delehaye

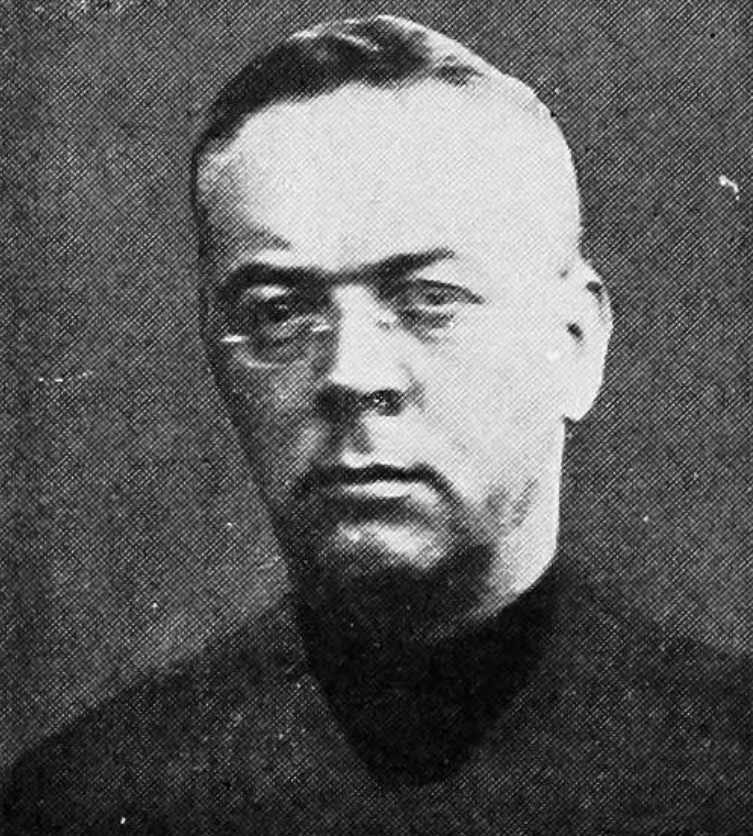
Hippolyte Delehaye

Hippolyte Marie Delehaye (Antwerpen, 19 augustus 1859 – Etterbeek, 1 april 1941) was een Belgisch jezuïet, hagiograaf en lid van de bollandisten, het historisch instituut van de jezuïeten, waarvan hij voorzitter was van 1912 tot aan zijn dood.

## Levensloop

### Opleiding
Delehaye ging in zijn geboortestad Antwerpen naar het Onze-Lieve-Vrouwecollege van de jezuïeten. In 1876 volgde de intrede in de orde. Na twee jaar noviciaat studeerde Delehaye nog een jaar klassieke talen en drie jaar filosofie.
In 1882 werd hij leraar wiskunde aan het Sint-Barbaracollege van Gent. Het was hier dat hij zich ging interesseren voor de hagiografie. In 1886 stopte Delehaye met lesgeven en ging theologie studeren aan de Universiteit van Innsbruck bij onder meer Ludwig von Pastor die hem de hedendaagse geschiedenis bijbracht.
Om gezondheidsredenen diende Delehaye zijn studies te onderbreken en terug te keren naar België. Daar publiceerde hij drie artikels over het leven van de middeleeuwse scholastische filosoof Hendrik van Gent. Deze artikels trokken de aandacht van Charles De Smedt, de voorzitter van de bollandisten. Delehaye kreeg een korte lesopdracht aan het Sint-Michielscollege van Brussel en hervatte in 1888 zijn theologiestudies in Innsbruck. Op 24 augustus 1890 werd Delehaye in Leuven tot priester gewijd.

### Als bollandist
Op 4 januari 1891 werd Delehaye lid van de bollandisten. Hij werd onmiddellijk belast met de uitgave van de Acta Sanctorum over de heiligenlevens, het belangrijkste werk van de bollandisten. Onder impuls van Delehaye werden de hagiografische studies in de Acta Sanctorum wetenschappelijker uitgebouwd en werd de kritische benadering van de teksten steeds belangrijker door het bestuderen van historische manuscripten, de invoering van een gedetailleerde bronvermelding en door de revisie van vele oudere artikels.
Delehaye specialiseerde zich in de Byzantijnse hagiografie. In 1895 verscheen zijn eerste belangrijke werk: Bibliotheca hagiografica graeca die in 1909 al volledig herschreven werd. Het werk werd algemeen onthaald als een standaardwerk voor de studie van de oude Griekse christenen.
In 1905 verscheen zijn bekendste werk: Les légendes hagiographiques waarin Delehaye zijn methode uit de doeken doet om de heiligenlevens met behulp van historische bronkritiek te onderzoeken. Vanaf het verschijnen van het boek ontstonden er grote polemieken in historische en kerkelijke kringen. Met moeite en na bemiddeling van de Belgische ambassade bij de Heilige Stoel kon een plaatsing van het werk op de kerkelijke index vermeden worden. Op de Italiaanse seminaries bleef het werk verboden lectuur. Les légendes hagiographiques werd verscheidene malen heruitgegeven (1906, 1927, 1955) en vertaald in het Engels (1907) en het Italiaans (1906, 1927).
In 1912 werd Delehaye voorzitter van de bollandisten in opvolging van De Smedt. Op 31 januari 1918 werd hij door de Duitsers gearresteerd wegens zijn deelname aan de activiteiten van de clandestiene pers van het verzet. Hij werd veroordeeld tot 15 jaar dwangarbeid. Op 30 oktober, net voor wapenstilstand, werd hij vrijgelaten en hij hernam zijn hagiografische activiteiten. In 1919 werd hij lid van de Académie royale de Belgique.
Buiten zijn eigen werken schreef Delehaye nog ontelbare artikels voor gespecialiseerde Belgische en buitenlandse wetenschappelijke tijdschriften. Hij werkte eveneens mee aan de bekende 11e editie van de Encyclopædia Britannica. Verder schreef hij monografieën die gepubliceerd werden in de collectie van de Analecta Bollandiana.
Delehaye genoot aanzien in heel Europa. Zo was hij lid van de Pauselijke Academie voor de Gewijde Archeologie, de Franse Académie des inscriptions et belles-lettres en de British Academy. Delehaye kreeg eredoctoraten aan de Universiteit van Oxford (1920) en de Katholieke Universiteit Leuven (1926). Ter gelegenheid van zijn gouden jubileum als geestelijke werd Delehaye verheven tot commandeur in de Leopoldsorde.

## Werken (selectie)
- Bibliotheca hagiographica graeca, Brussel, 1895
- Les légendes hagiographiques, Brussel 1905, 1906, 1927, 1955
- Les versions grecques des Actes des martyrs persans sous Sapor II, Brussel, 1905
- Les légendes grecques des saints militaires, Brussel, 1909
- Les origines du culte des martyrs, Brussel, 1912
- A travers trois siècles: l'œuvre des Bollandistes 1615 à 1915, Brussel, 1920
- Les passions des martyrs et les genres littéraires, Brussel, 1921
- Les saints Stylites, Brussel, 1923
- Sanctus: essai sur le culte des saints dans l'antiquité, Brussel, 1927
- Cinq leçons sur la méthode hagiographique, Brussel, 1934.